# Franz Wilhelm Fritzsche
Franz Wilhelm Fritzsche (* 3. Dezember 1811 in Zwickau; † 27. Februar 1892 in Friedeburg bei Freiberg) war ein deutscher Metallurg und Hochschullehrer für Probierkunst und Hüttenkunde.

## Leben
Fritzsche legte in Zwickau das Abitur ab. Von 1829 bis 1835 studierte er an der Bergakademie Freiberg, anschließend arbeitete er in den Freiberger Hütten als Hüttengehilfe. 1840 wurde er an die Antonshütte versetzt. Dort arbeitete er zunächst als Waagemeister und Zweiter Offiziant und ab 1843 als Amalgamierprobierer und Zweiter Offiziant.
Ende Mai 1843 zog er nach Freiberg, behielt aber bis 1849 seine Stelle als Amalgamierprobierer auf der Antonshütte. Er hielt ab 1844 Vorlesungen in praktischer Chemie, und für den erkrankten Professor Karl Moritz Kersten übernahm er die Vorlesungen in Analytischer Chemie. Im Jahr 1849 wurde er Bergwardein und Bergamtsassessor am Bergamt Freiberg. Seit dem 4. Juli 1849 wirkte er außerdem als Lehrer für Probierkunst an der Bergakademie. 1853 stieg er zum Schiedswardein am Oberhüttenamt auf, und 1856 wurde er an der Bergakademie zum ordentlichen Professor berufen. Er wurde Oberhüttenamtsassessor und 1873 Bergrat. Im Jahr 1873 beendete er seine Lehrtätigkeit an der Bergakademie Freiberg.
Fritzsche starb 1892 in Friedeburg bei Freiberg. Seine wertvolle Schmetterlingssammlung vermachte er dem Naturwissenschaftlichen Verein in Freiberg.

## Veröffentlichungen (Auswahl)
- Beschreibung der gangbaren Grubenbaue von dem Grubengebäude Kröner, Fundgrube, samt Untere 3. bis 7. Maas. Freiberg, 1831
- Beschreibung der Mauerung und Zimmerung auf dem Königl. Alten tiefen Fürsten-Stolln. Freiberg, 1832